# Alojz Klančnik
Alojz Klančnik (* 23. Oktober 1912 in Mojstrana, Österreich-Ungarn, heute Teil von Slowenien; † 17. Januar 1972 ebenda) war ein jugoslawischer Skilangläufer.
Klančnik belegte bei den Olympischen Winterspielen 1936 in Garmisch-Partenkirchen den 23. Platz über 18 km und zusammen mit Leon Knap, Avgust Jakopič und Franc Smolej den zehnten Rang in der Staffel und im folgenden Jahr bei den Nordischen Skiweltmeisterschaften in Chamonix den 23. Platz über 18 km und den siebten Platz mit der Staffel. Bei den Nordischen Skiweltmeisterschaften 1939 in Zakopane lief er auf den 49. Platz über 18 km und auf den neunten Rang mit der Staffel und bei den Olympischen Winterspielen 1948 in St. Moritz auf den 69. Platz über 18 km. Sein Bruder Karel Klančnik war als Skispringer aktiv.